# 三根梓
三根 梓（みね あずさ、1991年12月21日 - ）は、日本の女優、元女性ファッションモデル。
佐賀県嬉野市出身。テンカラット所属。

## 略歴・人物
小学3年生から高校3年生まで女子バレーボール部に10年間所属し、中学3年の夏には佐賀県大会で優勝した。
中学2年生の時、知人の紹介で福岡のモデル事務所レイ・ワールドに所属。同じ頃、映画『いま、会いにゆきます』を観て女優を志し、東京の高校へ進学を希望するも両親の反対により断念する。
2010年3月に佐賀県立武雄高等学校を卒業後、同年4月早稲田大学政治経済学部に入学し、テンカラットに移籍する。デビューまで約1年間の準備期間を要した。
2012年5月、『non-no』の専属モデルとなり、同年6月には映画『シグナル〜月曜日のルカ〜』で初の演技にして主演を務め女優デビューし、同作での演技により第34回ヨコハマ映画祭最優秀新人賞を受賞。同年10月、嬉野市より嬉野市観光大使に任命された。
2013年、NHK連続テレビ小説『あまちゃん』の主役・天野アキ役で最終選考に残った。同年、NHK大河ドラマ『八重の桜』に出演した。
2014年3月、大学を卒業。同年9月をもってnon-no専属モデルも卒業し女優業に専念する。

## 出演

### 映画
- シグナル〜月曜日のルカ〜（2012年6月9日） - 主演・杉本ルカ 役
- 海のふた（2015年7月18日） - はじめ 役[15][16]
- 増山超能力師事務所 激情版は恋の味（2018年3月31日） – 青葉 役

### テレビドラマ
- 死と彼女とぼく（2012年9月21日、テレビ朝日） - 主演・時野ゆかり 役[17][18]
- 大河ドラマ 八重の桜 第34話 - 第46話（2013年8月25日 - 11月17日、NHK） - 山本みね 役[19]
- 三匹のおっさん〜正義の味方、見参!!〜（2014年1月17日 - 3月14日、テレビ東京） - 有村早苗 役[20]
  - 三匹のおっさん2〜正義の味方、ふたたび!!〜（2015年4月24日 - 6月12日）
  - 三匹のおっさん3〜正義の味方、みたび!!〜（2017年1月20日 - 3月10日）
  - 三匹のおっさん スペシャル〜正義の味方、史上最大、最後の戦い！…かも？〜（2018年1月2日）
  - 三匹のおっさんリターンズ!平成ラストの大暴れ&悪党まとめて大成敗SP!（2019年1月14日）
- ダンナ様はFBI〜愛のミッション〜（2014年5月11日、NHK BSプレミアム）
- 平成猿蟹合戦図（2014年11月15日 - 12月20日、WOWOW） - 奥野友香 役
- ベビーシッター・ギン! 最終話（2019年9月1日、NHK BSプレミアム） - 宮田 役
- 風の向こうへ駆け抜けろ 後編（2021年12月25日、NHK総合） - 池田晴香 役

### ラジオドラマ
- 誉菊親子乃花道（2014年8月2日、NHK-FM） - 主演・桐谷菊江 役

### CM
- ダイキン工業 ラクエア / うるるとさらら / うるさら7（2012年5月 - ）[21]
- 日本ケンタッキー・フライド・チキン レッドホットチキン（2012年5月 - ）[22][23]
  - 「リフレッシュ」篇（2012年5月31日 - 6月27日）[24]
  - 「スタミナ」篇（2012年5月31日 - 6月27日）[25]
  - 「リフレッシュ（MD違い）」篇（2012年5月31日 - 6月27日）

### 広告
- 幻冬舎文庫イメージキャラクター（2012年）[26]

### イベント
- 新宿ピカデリー1日支配人（2012年5月14日、新宿ピカデリー）[27]

## 書籍

### 写真集
- 三根梓 ファースト写真集（2012年6月9日、ワニブックス）[28]

### ファッション誌
- non-no（2012年5月 - 2014年9月、集英社） - 専属モデル[29]